# Ramsenthal

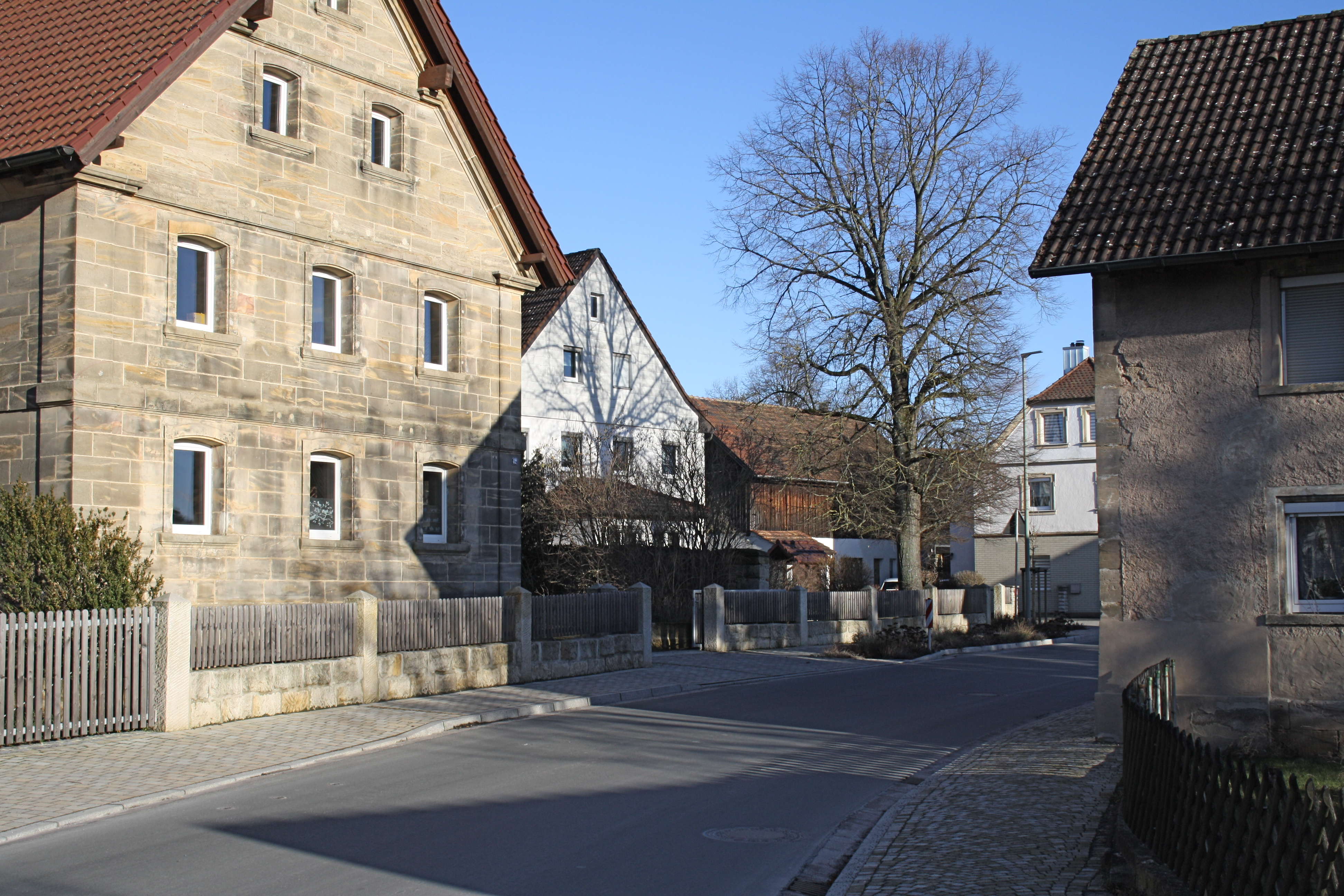
Hauptstraße in Ramsenthal

Ramsenthal ist ein Gemeindeteil der Gemeinde Bindlach im Landkreis Bayreuth (Oberfranken, Bayern). Die Gemarkung Ramsenthal, die der ehemaligen Gemeinde Ramsenthal entspricht, hat eine Fläche von 4,923 km². Sie ist in 1045 Flurstücke aufgeteilt, die eine durchschnittliche Fläche von 4710,84 m² haben. In ihr liegen neben dem namensgebenden Ort die Gemeindeteile Bremermühle, Hauenreuth und Heinersgrund.

## Lage
Das Dorf liegt nördlich von Bayreuth im Tal der Trebgast am Nordostrand des Höhenzugs Hohe Warte.

## Geschichte
Mit Wolframus de Ramsental trat das Ministerialengeschlecht von Ramsenthal am 18. Januar 1255 erstmals urkundlich in Erscheinung. Auf dem Stammsitz Ramsenthal sind mit Konrad von Ramsenthal Angehörige der Familie erstmals 1398 bezeugt. Zwei Burgställe wurden in jenem Jahr als „wale“ erwähnt, das Landbuch des Amts Bayreuth von 1398 verzeichnet zudem einen Besitz des Klosters Himmelkron. Der Zehnt musste an das Bistum Würzburg entrichtet werden. Vor 1476 erlosch das Geschlecht der Ramsenthal im Mannesstamm. Ein Gut der Familie Förtsch von Thurnau ist im 15. Jahrhundert in Ramsenthal nachweisbar. Im Lehenbuch des Markgrafen Friedrich I. von 1421 erscheint ein seit 1398 in Ramsenthal ansässiger Conrad Leyßauer als Inhaber burggräflicher und Förtsch’scher Lehen.
Als Teil des hohenzollernschen Fürstentums Bayreuth lag Ramsenthal ab 1500 im Fränkischen Reichskreis. Aus dem Jahr 1616 stammt das für die Herren von Seckendorff errichtete Schloss. Als Mitglieder der Vogtländischen Ritterschaft besaßen sie vom Markgrafen garantierte Gerichts- und örtliche Polizeibefugnisse. 1750 ging Ramsenthal von den Herren von Künsberg an jene von Wild und 1764 an den Markgrafen Friedrich Christian über.
Zur Realgemeinde Ramsenthal gehörten Bremermühle und Heinersgrund. Gegen Ende des 18. Jahrhunderts bestand Ramsenthal aus 37 Anwesen. Die Hochgerichtsbarkeit stand dem bayreuthischen Stadtvogteiamt Bayreuth zu. Die Dorf- und Gemeindeherrschaft hatte das Hofkastenamt Bayreuth. 7 Tropfhäuser waren freieigen. Die übrigen Anwesen unterstanden folgenden Grundherren:
- Fürstentum Bayreuth (18 Anwesen):
  - Hofkastenamt Bayreuth (1 Sölde mit Zapfenschenke und Bräuhaus, 1 Söldengut, 1 Schmiede, 1 Tropfhaus),
  - Amt Unternschreez (1 Tropfhaus),
  - Stiftskastenamt Himmelkron (1 Halbhof, 1 Söldengut, 1 Haus),
  - Verwaltung Ramsenthal (Ehemals ritterschaftliches Schlossgebäude, 5 Söldengüter, 1 Tropfhaus mit Schmiedstatt, 1 Schäferhaus),
  - Amtsverwaltung Nemmersdorf (2 Söldengüter);
- Rittergut Guttenberg (2 Sölden),
- Rittergut Thurnau (2 Güter),
- Rittergut Laineck (1 Söldengütlein),
- Vogt Solger zu Schauenstein (1 Sölde, 2 Häuser)
- Pfarrei Bindlach (2 Halbhöfe) und Gotteshaus Bindlach (1 Viertelhof, 1 Tropfhaus).[9]

Von 1797 bis 1810 unterstand der Ort dem Justiz- und Kammeramt Bayreuth. Nachdem im Jahr 1810 das Königreich Bayern das Fürstentum Bayreuth käuflich erworben hatte, wurde Ramsenthal bayerisch. Infolge des Gemeindeedikts wurde 1812 der Steuerdistrikt Ramsenthal gebildet. Neben dem Hauptort gehörten hierzu Bremermühle, Buchhof, Cottenbach, Dörflas, Euben, Forkenhof, Forsthaus, Friedrichshof, Haselhof, Hauenreuth, Heinersgrund, Heisenstein, Martinsreuth, Neuenplos, Obergräfenthal, Pferch, Stockhaus und Theta. Zugleich entstand die Ruralgemeinde Ramsenthal, zu der Bremermühle, Fuhrmannshöhe, Hauenreuth, Heinersgrund und Zollhaus gehörten. Sie war in Verwaltung und Gerichtsbarkeit dem Landgericht Bayreuth zugeordnet und in der Finanzverwaltung dem Rentamt Bayreuth (1919 in Finanzamt Bayreuth umbenannt). In der freiwilligen Gerichtsbarkeit unterstanden die ehemals ritterschaftlichen Güter den Patrimonialgerichten Laineck (1 Anwesen bis 1848), Untersteinach (2 Anwesen bis 1841) und Thurnau (2 Anwesen bis 1848). Ab 1862 gehörte Ramsenthal zum Bezirksamt Bayreuth (1939 in Landkreis Bayreuth umbenannt). Die Gerichtsbarkeit blieb beim Landgericht Bayreuth (1879 in Amtsgericht Bayreuth umgewandelt). Die Gemeinde hatte 1964 eine Gebietsfläche von 4,924 km². Im Zuge der Gebietsreform in Bayern wurde die Gemeinde Ramsenthal am 1. Mai 1978 nach Bindlach eingemeindet.

### Baudenkmäler
- Hauptstraße 03: Wohnstallhaus[16]
- Hauptstraße 44: Ehemaliges Schloss[16]

ehemaliges Baudenkmal
- Haus Nr. 25: Zweigeschossiger Massivbau von zwei zu drei Achsen; gegen 1800 erbaut. Im Erdgeschoss Sandsteinquader, Fenster- und Türrahmung gekröpft, mit Quasten. Obergeschoss unter Verputz, Fenster erneuert. Ecklisenen, Gurtgesims, Halbwalmdach.[17]

### Einwohnerentwicklung
Gemeinde Ramsenthal
| Jahr      | 1822   | 1840   | 1852   | 1855   | 1861   | 1867   | 1871   | 1875   | 1880   | 1885   | 1890   | 1895   | 1900   | 1905   | 1910   | 1919   | 1925   | 1933   | 1939   | 1946   | 1950   | 1952   | 1961   | 1970   |
| Einwohner | 286    | 321    | 340    | 337    | 366    | 354    | 370    | 375    | 355    | 367    | 371    | 389    | 392    | 408    | 402    | 391    | 408    | 396    | 409    | 610    | 608    | 573    | 474    | 501    |
| Häuser    | 48     |        |        |        |        |        | 59     |        |        | 65     | 64     |        | 66     |        |        |        | 70     |        |        |        | 79     |        | 90     |        |
| Quelle    | [ 10 ] | [ 19 ] | [ 19 ] | [ 19 ] | [ 20 ] | [ 21 ] | [ 22 ] | [ 23 ] | [ 24 ] | [ 25 ] | [ 26 ] | [ 19 ] | [ 27 ] | [ 19 ] | [ 28 ] | [ 19 ] | [ 29 ] | [ 19 ] | [ 19 ] | [ 19 ] | [ 30 ] | [ 19 ] | [ 13 ] | [ 31 ] |

Ort Ramsenthal
| Jahr      | 001819 | 001822 | 001861 | 001871 | 001885 | 001900 | 001925 | 001950 | 001961 | 001970 | 001987 | 002016 |
| Einwohner | *221   | 247    | 296    | 298    | 296    | 308    | 325    | 492    | 385    | 408    | 668    | 703    |
| Häuser    |        | 42     |        |        | 52     | 53     | 56     | 64     | 72     |        | 183    |        |
| Quelle    | [ 32 ] | [ 10 ] | [ 20 ] | [ 22 ] | [ 25 ] | [ 27 ] | [ 29 ] | [ 30 ] | [ 13 ] | [ 31 ] | [ 33 ] | [ 1 ]  |

## Religion
Ramsenthal ist seit der Reformation evangelisch-lutherisch geprägt und nach St. Bartholomäus (Bindlach) gepfarrt.

## Vereine

Ramsenthaler Feuerwehr (1903)

1871 gilt als das Gründungsjahr der Ramsenthaler Feuerwehr. Ins Leben gerufen wurde sie von 18 Einwohnern. Nach einem einstimmigen Beschluss der Gemeindebürger wurde eine Sondersteuer von 200 Gulden jährlich erhoben, um u. a. den Bau eines Feuerwehrhauses zu finanzieren. Ein Bayreuther Glockengießer lieferte 1872 eine fahrbare Löschmaschine. Bis 1902 war die Feuerwehr der einzige Verein im Ort. 1991 wurde eine Jugendfeuerwehr gegründet, seit 1992 werden auch Frauen aufgenommen.
Der Gesangverein Liederhort Ramsenthal 1902 e. V. wurde 1902 gegründet, im Jahr 1913 kam der Gartenbauverein und nach dem Ersten Weltkrieg der Sportverein hinzu. 1944 existierte nahe Ramsenthal an der Autobahn ein Lager für Zwangsarbeiter.

## Verkehr

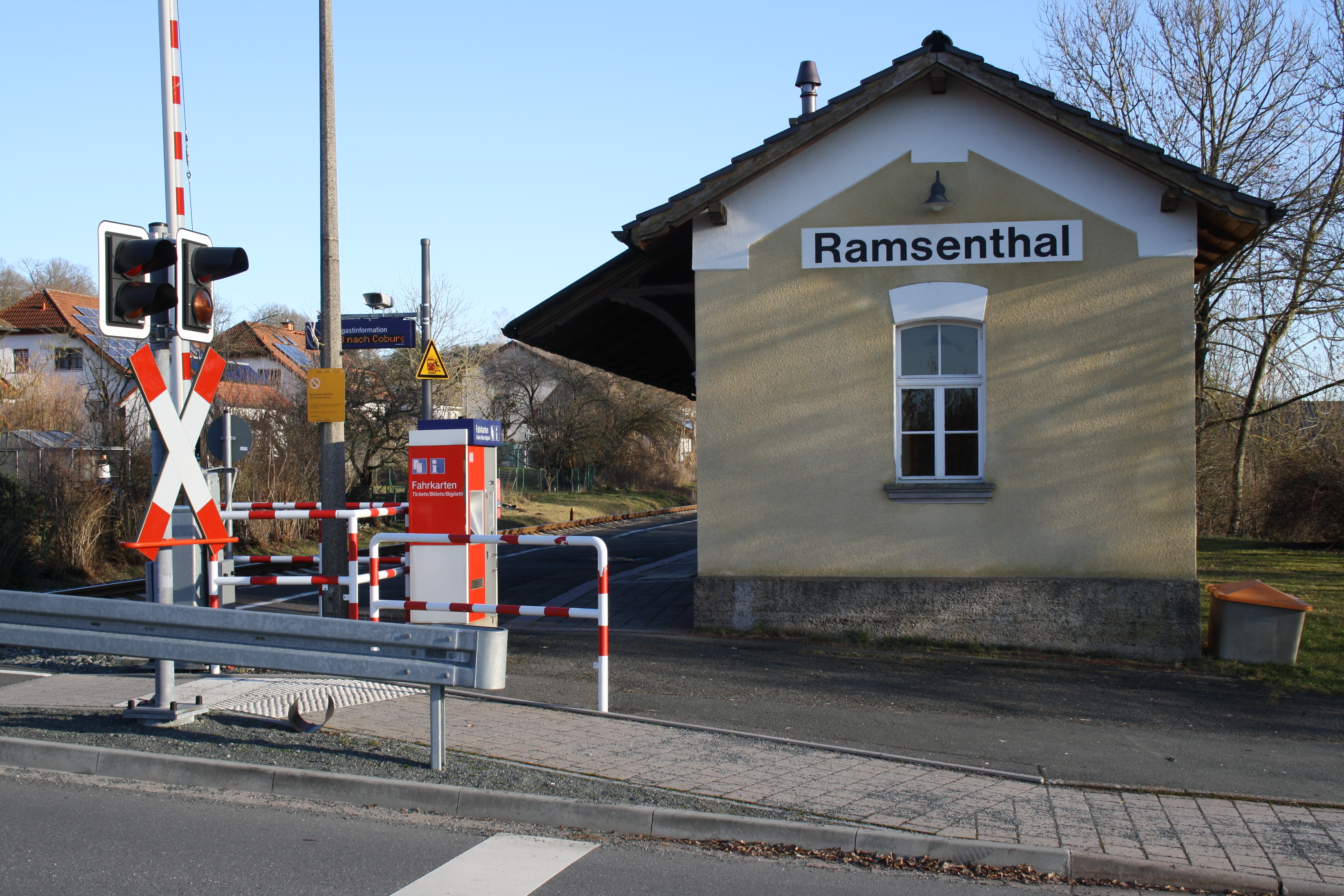
Bahnstation

Im Jahr 1853 wurde die Bahnstrecke Bayreuth–Neuenmarkt-Wirsberg eröffnet, die Station Ramsenthal tauchte erstmals 1896 in einem Fahrplan auf. Aktuell halten dort stündlich Regionalbahnen des Unternehmens Agilis.
Durch Ramsenthal verläuft die Staatsstraße 2183, die von Bindlach nach Wirsberg führt. Nächste Autobahn-Anschlussstelle ist Bayreuth-Nord an der Autobahn A 9.

## Wirtschaft
Mit Ertragsmesszahlen von 40 bis 45 gehören die Böden im Raum Ramsenthal zu den fruchtbarsten in Oberfranken.